# Петшакі
Петшакі (пол. Pietrzaki) — село в Польщі, у гміні Герби Люблінецького повіту Сілезького воєводства.
Населення — 96 осіб (2011).
У 1975-1998 роках село належало до Ченстоховського воєводства.

## Демографія
Демографічна структура станом на 31 березня 2011 року:
|          | Загалом | Допрацездатний вік | Працездатний вік | Постпрацездатний вік |
| -------- | ------- | ------------------ | ---------------- | -------------------- |
| Чоловіки | 44      | 12                 | 27               | 5                    |
| Жінки    | 52      | 8                  | 31               | 13                   |
| Разом    | 96      | 20                 | 58               | 18                   |